# Sarcophaga nepalensis
Sarcophaga nepalensis är en tvåvingeart som beskrevs av Tadao Kano och Sugiyama 1983. Sarcophaga nepalensis ingår i släktet Sarcophaga och familjen köttflugor.
Artens utbredningsområde är Nepal. Inga underarter finns listade i Catalogue of Life.